# Scarlett Johansson
Scarlett Ingrid Johansson (New York, 22 november 1984) is een Amerikaans actrice. Ze is onder andere bekend door haar rol als Natasha Romanoff / Black Widow die ze vertolkte in meerdere films uit de Marvel Cinematic Universe.

## Biografie
Johansson werd geboren in New York. Haar vader is een in Denemarken geboren architect. Haar moeder is producent en actrice en komt uit een Joods-Amerikaanse familie uit de Bronx. Haar grootvader was scenarioschrijver en regisseur. Haar ouders ontmoetten elkaar in Denemarken, waar haar moeder woonde bij Johanssons grootmoeder, die werkte als boekhouder en docente. Johansson heeft een zus, een broer, een tweelingbroer en een halfbroer, haar vaders zoon uit zijn eerdere huwelijk.
Johansson groeide op in een huishouden met weinig geld. Ze kreeg theatertraining door naar de Professional Children's School in Manhattan te gaan. Hier behaalde ze in 2002 ook haar diploma.

### Carrière
Johansson besloot op driejarige leeftijd al dat ze later actrice wilde worden. Ze keek op jonge leeftijd al naar films voor volwassenen, wat uiteindelijk invloed had op haar filmkeuzes. Zo keek ze op achtjarige leeftijd al naar films als The Silence of the Lambs. Op dezelfde leeftijd maakte zij haar acteerdebuut, toen ze in het off-Broadway toneelstuk Sophistry te zien was.
Uiteindelijk begon Johansson haar carrière als kind, nadat haar moeder doorkreeg hoe serieus Scarlett was en haar meebracht naar audities. In eerste instantie werd vooral haar broer gekozen bij audities. Toch wist ze uiteindelijk een kleine rol te bemachtigen in de film North (1994), waar Elijah Wood de titelrol in had. Hierna speelde ze de dochter van Sean Connery in Just Cause, een film die in 1995 werd uitgebracht, waar ook Laurence Fishburne en Kate Capshaw in speelden. Tegelijkertijd was ze ook te zien in het theater, toen ze op achtjarige leeftijd terechtkwam bij het Lee Strasberg Institute. Dit deed ze tot en met haar elfde jaar.
Nadat ze tegenover Sarah Jessica Parker, Ben Stiller en Elle MacPherson te zien was in If Lucy Fell (1996), kreeg ze in nog hetzelfde jaar, op elfjarige leeftijd, de hoofdrol in de independent dramafilm Manny & Lo. Het was de eerste film, die overigens een budget van slechts $500.000 had, waar Johansson een hoofdrol in had. Ze kreeg lof voor de film en werd, als resultaat van haar acteerprestatie, genomineerd voor een Independent Spirit Award.
Na een kleine rol in nog een independent film, Fall, had Johansson in 1997 een bijrol in Home Alone 3. Hierin speelde ze de grote en botte zus van de hoofdrolspeler, Alex D. Linz. Johansson was niet in de eerdere twee delen te zien, die in 1990 en 1992 uitgebracht werden.

#### Kindster

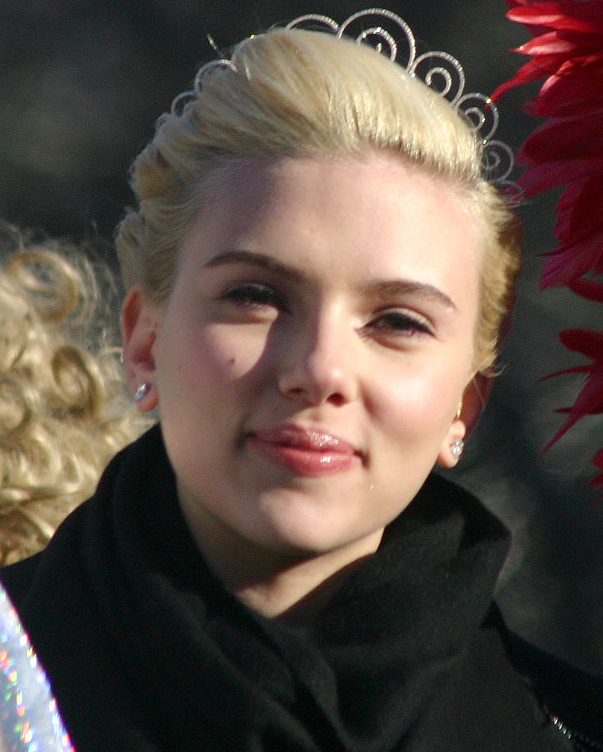
Johansson in 2007

Nadat ze werd geweigerd voor de hoofdrol in The Parent Trap, werd Johansson in 1998 voor het eerst opgemerkt door een groot publiek, nadat ze de hoofdrol kreeg in de 170 minuten durende The Horse Whisperer. Johansson kreeg, naast veel aandacht, ook positieve kritieken van critici. Variety schreef dat Johansson op overtuigende wijze de onzekerheid van een meisje van haar leeftijd en een meisje dat zojuist haar vriendin en paard heeft verloren over wist te brengen. Voor haar rol in de film werd ze genomineerd voor een Young Artist Award en Blockbuster Entertainment Award.
In 1999 was Johansson opnieuw naast Alex D. Linz te zien, toen ze de hoofdrol van een typische jonge tiener kreeg in de jeugdfilm My Brother the Pig. De film werd niet goed ontvangen bij het publiek. Zo heeft de film een 4,6/10 op de internationale filmwebsite IMDb en een 1,91/5 op de nationale filmwebsite Moviemeter. Maar ook over haar acteerprestatie waren de meningen verdeeld. Zo schreef het Nederlandse Veronica-tijdschrift dat Johansson hier "de bakvis uithangt" en "hoewel de tieneracteurs leuk spelen, er geen talent te bespeuren is". In een eerdere editie noemden ze Johansson in deze film een "onopvallende jeugdactrice die nog een jonge hinde is".
Hoewel Johansson in 2000 niet in films was te zien, werden er in 2001 drie films uitgebracht waarin ze een rol had. Als eerste kwam de film The Man Who Wasn't There uit. Hierin had Johansson een bijrol als een jonge pianist die de vriend van haar vader, gespeeld door Billy Bob Thornton, probeert te verleiden. Johanssons prestatie ging, in vergelijking met andere films, redelijk onopgemerkt voorbij. Hoewel de film genomineerd werd voor een Oscar en daarnaast ook nog 44 nominaties kreeg, werd Johansson niet genomineerd. Wel merkte Variety op dat Johanssons persoonlijkheid en uiterlijk sterk waren ontwikkeld sinds The Horse Whisperer, die slechts enkele jaren eerder werd uitgebracht.
Johansson was hierna te zien in de Hongaarse film An American Rhapsody. Hoewel de film redelijk onopgemerkt voorbijging, won ze twee Young Artist Awards. Niet veel later werd ze opnieuw opgemerkt door het publiek, toen ze tegenover Thora Birch en Steve Buscemi te zien was in de door critici geprezen film Ghost World. Hoewel de meeste media-aandacht naar Birch ging, won Johansson een Chlotrudis Award en Toronto Film Critics Association Award en werd ze genomineerd bij de Online Film Critics Society Awards.
In 2002 was Johansson tegenover David Arquette te zien als de dochter van Kari Wuhrer in Eight Legged Freaks. De media-aandacht stond gericht op Arquette, waardoor het opnieuw een rol werd die onopgemerkt voorbijging.

#### Doorbraak als volwassene
2003 werd het jaar van Johanssons doorbraak. Niet alleen vertolkte ze twee door critici geprezen rollen, maar ook werd ze voor het eerst gezien als sekssymbool. Zo was ze tegenover Bill Murray te zien in Lost in Translation. De film werd onder andere genomineerd voor vier Academy Awards en won er een. Terwijl Murray ook genomineerd werd, kwam Johansson niet in aanmerking. Wel won ze een BAFTA Award, BSFC Award, Sant Jordi Award en ontving ze de "Upstream Prize" bij het Venice Film Festival. Daarnaast werd ze genomineerd bij de Broadcast Film Critics Association Awards, Chicago Film Critics Association Awards, Chlotrudis Awards, Golden Globes, MTV Movie Awards, Online Film Critics Society Awards, tweemaal bij de Phoenix Film Critics Society Awards, Satellite Awards en Teen Choice Awards.
Johansson kreeg ook veel lof van de critici. De Chicago Sun-Times sprak over twee prachtige acteerprestaties toen deze het over Murray en Johansson had. De Sunday Times beschreef de acteerprestaties van de twee acteurs als "geweldig scheef" en Johansson werd daarnaast ook een getalenteerde muze genoemd. Ook USA Today sprak vol lof over de actrice, toen deze schreef dat Johansson natuurlijk overkwam en "zelfs beter was dan in Ghost World".
Slechts enkele dagen later kwam ook de film Girl with a Pearl Earring uit, een biografische film over Johannes Vermeer en zijn schilderij van de arme Griet (Johansson). Voor haar prestaties kreeg Johansson opnieuw verscheidene nominaties, waaronder voor een BAFTA, British Independent Film Awards, een Golden Globe en een Phoenix Film Critics Society Award. In 2005 won ze voor haar prestatie een Sant Jordi Award. Het Veronica-tijdschrift schreef dat het Johansson in de film een indrukwekkende diepte aan haar karakter lukte mee te geven.
Omdat Johansson voor twee Golden Globes werd genomineerd, noemde de bekende criticus Tom Ortenberg haar "de filmster van het jaar".
In 2012 kreeg Johansson voor haar acteerprestaties een ster op de Hollywood Walk of Fame.

#### Veelgevraagd actrice
Johanssons vertolkingen van Griet in Girl with a Pearl Earring en Charlotte in Lost in Translation maakten van haar een van de bekendste en meest gevraagde actrices van Hollywood. Zo werd ze vergeleken met legendarische actrices, waaronder Marilyn Monroe en Lauren Bacall. Het bracht ook nare zaken mee. Zo werd Johansson na de release van de films "The It-girl" genoemd, waar ze niet blij mee was. Toch gingen er ook nieuwe deuren open voor de actrice. Zo werd ze al gauw uitgekozen om de tennisspelende studentendochter van Dennis Quaid te spelen in In Good Company (2004). Daarnaast was ze al bezig met het filmen van A Good Woman in Rome, waar ze naartoe ging tijdens de 03/04 Academy Awards.

#### 2004: Een wisselvallig jaar
In 2004 werden er uiteindelijk veel films uitgebracht waarin Johansson te zien was. In januari was ze te zien als brunette Fransesca Curtis in The Perfect Score, een film die zich al lange tijd in productie bevond. De film werd bestempeld als een "luchtige tienerkomedie" en was volgens critici een van Johanssons slechtste films. Ze konden het niet helpen de film te vergelijken met Lost in Translation en Girl with a Pearl Earring, die slechts twee maanden eerder werden uitgebracht. Ondanks slechte kritieken werd ze echter wel genomineerd bij de Teen Choice Awards.
Een dag voordat de film werd uitgebracht, accepteerde ze een rol in de film noir The Black Dahlia, een film die pas drie jaar later werd uitgebracht. Ook accepteerde ze in april dat jaar een rol in Mission: Impossible III. Echter trok ze zich in mei 2005, samen met Carrie-Anne Moss, terug van het project omdat ze te druk bezig zou zijn met andere projecten. In juni 2005 werd echter bekend dat Johansson zich zou hebben teruggetrokken nadat tegenspeler Tom Cruise een poging zou hebben gedaan haar te bekeren tot het scientology-geloof. Keri Russell nam uiteindelijk de rol over, nadat ook bekendheden als Katie Holmes en Lindsay Lohan in aanmerking kwamen nadat Johansson zich terugtrok.
Aangezien ze rond deze tijd een leeg schema had, accepteerde Johansson aan het einde van juni 2004 de rol van Nola Rice in Match Point, die opgenomen werd in Londen. Hiermee verving ze Kate Winslet, die negen jaar ouder is dan Johansson. Dit gebeurde vlak voordat de opnamen van In Good Company van start gingen. Ook accepteerde ze twee maanden later een rol in The Island, waarvan de opnamen begonnen in oktober 2004.
Hierna werd A Love Song for Bobby Long uitgebracht. Hierin speelde Johansson Pursy Will, een jongedame die geen berouw kan tonen voor haar overleden moeder. De film werd pas voor het eerst vertoond bij het Venice Film Festival op 2 september 2004, terwijl de film al in de zomer van 2003 werd opgenomen. Voor haar acteerprestatie kreeg Johansson haar derde Golden Globe-nominatie. Hoewel de film gemengde kritieken kreeg, werd Johansson geprezen. Zo vertelde criticus James Berardinelli na het bekijken van de film dat ze het grootste pluspunt van de film was. Daarnaast merkte de Los Angeles Times op dat Johansson op een realistische en openbaarlijke manier een originele tiener weergeeft. Nederlandse critici spraken ook vol lof over Johanssons prestatie. Zo vertelde het Satellite-tijdschrift dat "zowel John Travolta als Johansson fantastische vertolkingen leveren".
Niet veel later, op 15 september 2004, ging A Good Woman in première tijdens het Toronto Film Festival. Dit was Johanssons eerste geschiedenisfilm. De film werd in de meeste landen, inclusief de Verenigde Staten, pas in 2006 in de bioscoop vertoond en op dvd uitgebracht. Ook deze film kreeg gemengde reviews, wat vooral kwam door Helen Hunts prestatie, die door veel critici werd bespot. Hoewel Johansson in het algemeen lof kreeg van critici, was er ook negatieve kritiek. Zo stelde Variety dat Johansson haar karakter niet veel diepgang gaf, en schreef The New York Times dat Hunt en Johansson beiden niet veel van de Engelse taal wisten te bakken. Toch werd alle negatieve aandacht vooral gericht op Hunt. Johansson kreeg ook positieve kritieken voor de film; het Nederlandse filmblad schreef Filmvalley dat Johansson Hunt overtroefde, alles leek aan te kunnen en zich hier moeiteloos doorheen acteerde.
Nadat in november 2004 de film The Spongebob Squarepants Movie werd uitgebracht, waarin Johansson een stembijrol had, ging in december 2004 In Good Company in première in Hollywood. De film, die volgens critici het niet haalde bij eerdere werken van Johansson, waaronder Lost in Translation en Girl with a Pearl Earring, draaide vooral om Dennis Quaid en Topher Grace, die uiteindelijk ook de meeste lof kregen. Hoewel Johanssons acteerprestaties niet werden afgekraakt, werden deze daarnaast ook niet opgemerkt. Haar karakter zou verschillen van dat van anderen, aangezien ze, volgens onder andere de Moviegids, een normale tienermeid zou spelen met normale tienerzorgen. Daarnaast werd er in de bespreking gesteld dat haar rol niet echt uit de verf kwam.

#### Druk schema
Johansson, die in 2004 te zien en/of the horen was in maar liefst vijf films, leek geen pauze te nemen. Zo was ze aan het einde van 2004 volop bezig met de projecten Match Point, The Island, The Black Dahlia en Mission: Impossible 3, waarvan ze zich toentertijd nog niet had teruggetrokken. Op 31 december 2004 maakte haar moeder dan ook bekend dat ze bang was dat haar dochter ziek zou worden omdat ze zoveel zou werken. Ze zou haar zelfs gevraagd hebben om een pauze te nemen. Johansson gaf toen ook toe een workaholic te zijn. Ze vertelde dat ze niet in staat was een vakantie te nemen, omdat ze dan alleen aan haar werk zou denken. Toch leek ze het advies van haar moeder aan te nemen, toen op 13 januari 2005 bekend werd gemaakt dat Johansson betrokken was geraakt bij een auto-ongeluk op weg naar vakantie.
Johansson pakte al snel de draad weer op en besloot op 25 januari 2005 zelfs tussen het filmen door ook de Academy of Motion Picture Arts and Sciences' Scientific and Technical Awards te presenteren. De Awards werden uiteindelijk op 12 februari 2005 gehouden. Daarnaast werd Johansson ook door haar toenmalige collega Tom Cruise aanbevolen bij de studio voor een rol in Indiana Jones 4. Johansson werd tevens in overweging genomen om te acteren in de film V for Vendetta en was kort lid van de ploeg van Thumbsucker, maar verliet het project al voordat dit in productie kwam.
Rond deze tijd was Johansson nog steeds bezig met het filmen van de 126.000.000 dollar kostende The Island. De film was een mengsel van actie en sciencefiction, wat Johansson, die tot dan alleen komische en dramarollen had gespeeld, slecht aankon. Zo liep ze aan eind maart 2005 een beenvliesontsteking op door haar intensieve fysieke trainingen. Johansson onthulde hierna dat ze daarom wilde beginnen met fitness.

#### Samenwerking met Woody Allen en eerste actiefilm

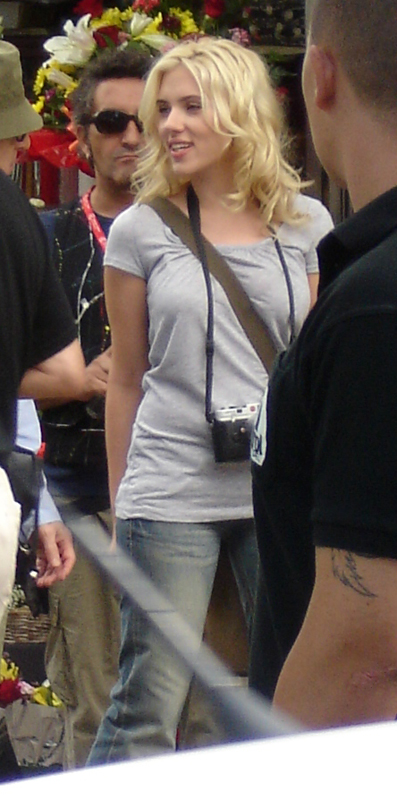
Rustpauze tijdens de opnamen van Woody Allens Vicky Cristina Barcelona

Nadat het filmen erop zat, vertrok Johansson in april 2005 naar Bulgarije voor de opnamen van The Black Dahlia. Rond deze tijd was het al bekend dat Match Point zou worden vertoond op het Cannes Film Festival in Frankrijk op 12 mei 2005. Hierdoor deed de regisseur van de film, Woody Allen, al veel interviews over de film, waarin hij losliet dat hij zelfverzekerd was over het succes van de film vanwege de "sterke acteerprestaties van Johansson". Op 2 mei 2005 kondigde hij al aan dat Johansson de hoofdrol zou spelen in zijn volgende film, Scoop. Allen vond haar geschikt voor de film, die een komedie werd, omdat hij tijdens het filmen van Match Point bevriend met haar raakte en hij vertelde dat hij haar ongelofelijk grappig vond.
Nadat Match Point werd uitgebracht, kregen zowel Allen, Johansson, de andere acteurs als de film zelf goede kritieken. Johansson werd beschreven als "bombshell". Variety schreef dat "Johansson dankzij een combinatie van seksuele uitstraling, onzekerheid en emotionaliteit, een uitstraling van een onuitwisbaar tragische schoonheid heeft". De New York Times vertelde dat Jonathan Rhys-Meyers en Johansson een van de beste acteerprestaties leveren in de recente films van Allen. Johansson wist ook Nederlandse critici te imponeren. Zo vertelde het Nederlandse filmblad Filmvalley dat Johansson "indruk maakt als de doortastende Nola". Johansson kreeg voor haar vertolking van Nola Rice haar vierde Golden Globe-nominatie. Daarnaast werd ze ook genomineerd bij de Chicago Film Critics Association Awards.
Hierna vertrok Johansson opnieuw naar Londen voor de opnamen van Scoop, waarin ze naast Hugh Jackman speelde. Het filmen vond daar plaats in juni en juli 2005. Hierna keerde ze terug naar de Verenigde Staten om The Island te promoten, die werd uitgebracht op 11 juli 2005 in New York. Omdat het een grote blockbusterfilm was, waarin Johansson tegenover Ewan McGregor te zien was, verscheen ze in talloze tijdschriften en deed ze veel interviews. In een poging de film nog succesvoller te maken, vroeg ze aan regisseur Michael Bay of ze een naaktscène mocht doen. Dit mocht echter niet, omdat de film een filmkeuring had met een lage grens. Bay vertelde later aan tijdschriften dat Johansson duidelijk liet blijken dat ze hier niet blij mee was. Hij noemde haar een "pittige dame".
The Island werd echter geen succes. In de Verenigde Staten bracht de film slechts $36.000.000 op en ook Johansson kreeg slechte kritieken. Zo gaf producent Walter Parkes de schuld voor het falen van de film volledig aan McGregor en Johansson, die geen moeite zouden hebben gestoken in de film. Ook de Variety maakte duidelijk teleurgesteld te zijn in de acteerprestatie van Johansson. Toch wisten sommige critici de film wel te waarderen, zoals de Chicago Sun-Times, die vertelde dat McGregor en Johansson een goede prestatie leveren als onnozele wezens.
Johansson was hierna vooral druk bezig met andere projecten. Zo leek in oktober 2005 dat Johansson naast Owen Wilson te zien zou zijn in The Secret Life of Walter Mitty. Dit bleek echter niet het geval. Niet veel later, op 11 november 2005, werd echter wel bevestigd dat Johansson de hoofdrol had gekregen in The Nanny Diaries. Rond deze tijd werd ze ook kort gelinkt om de bondgirl te spelen in Casino Royale. Ze werd echter nooit serieus in overweging genomen. Verder accepteerde ze op 19 mei 2006 de rol in Brilliant. Vlak voordat Scoop werd uitgebracht, nam ze op 18 juli 2006 ook de rol op zich tegenover Natalie Portman en Eric Bana, die toen al gecast waren, te spelen in The Other Boleyn Girl. Het filmen hiervan vond plaats in Engeland. Rond deze tijd werd ook het project Borgia geschrapt, waar ze een rol in had. Ook weigerde ze op 27 juli 2006 te schitteren in Andrew Lloyd Webbers theaterproductie van The Sound of Music. Op 31 juli 2006 bevestigde dat ze genoodzaakt was dit te doen vanwege de eisen van Hollywood.
De film Scoop was al afgerond op 28 november 2005, maar werd pas uitgebracht op 28 juli 2006. De film kreeg gemengde recensies. Dit kwam vooral omdat de film door vele critici werd vergeleken met Match Point, Allens vorige film. De film zou te simpel zijn en Johansson zou niet geschikt zijn om een simpele student te spelen, aangezien ze volgens veel critici hier veel te aantrekkelijk en charmant voor zou zijn. Wel werd opgemerkt dat Johansson goed overweg kon met de aparte humor van Allen, zonder hem hierbij te imiteren. Echter, sommige critici vonden juist het tegenovergestelde. Johansson zou Allen niet bij kunnen houden en zou hierdoor houterig overkomen. Daarnaast vertelde het Nederlandse filmblad Filmvalley ook dat Johansson moeite had de juiste toon te treffen.

#### Thrillers
Na Scoop werden er in 2006 nog twee meer films uitgebracht waarin Johansson te zien was: The Black Dahlia en The Prestige, twee thrillerfilms. Op 24 juli 2006 werd aangekondigd dat The Black Dahlia, waarvan het filmen al in september 2005 afgerond was, in première zou gaan in het Venice Film Festival op 30 augustus 2006. Vlak voordat ze naar Venetië vloog voor de première, werd ze door Zooey Deschanel verslagen voor de vertolking van Janis Joplin in haar biografische film. Daarnaast werd ze getipt om in Superman Returns Lois Lane te spelen, een rol die Kate Bosworth uiteindelijk kreeg.
Voor de film kreeg Johansson opnieuw vooral positieve kritieken, hoewel de film zelf niet altijd even goed werd opgevat. De film noir speelt zich af in de jaren '40 en volgens critici zou Johansson daar precies de goede uitstraling voor hebben. Toch zou de actricie volgens menig critici niet de goede emoties tonen en hierdoor enigszins zwak zijn. De New York Times vertelde dat Johansson een actrice is die veel hulp van de regisseur nodig heeft en dat Brian de Palma, de regisseur van de film, deze niet goed genoeg gaf. Nederlandse critici waren wel positiever over de film. Zo vertelde het Nederlandse filmblad Filmvalley dat "het ontbreken van emotie ruimschoots wordt goed gemaakt door visuele pracht en praal".
Vlak nadat ze de titelrol in The Other Boleyn Girl had geaccepteerd ging The Prestige, waarvan het filmen plaatsvond in januari 2006, op 17 oktober 2006 in première. De film werd uiteindelijk Johanssons meest geprezen film tot nu toe. The Prestige draaide echter voornamelijk om de vertolkingen van Hugh Jackman en Christian Bale; Johansson had alleen een bijrol en ging relatief onopgemerkt voorbij. Toch werd ze geprezen om het gebruik van erotische uitstraling in de film, maar kreeg opnieuw kritiek op het falen van het gebruiken van een goed Engels accent, waar ze eerder ook op werd afgestraft in A Good Woman. De Filmvalley vertelde dat Johansson niet teleurstelt, maar tegelijkertijd ook niet wist te verrassen. Veronica vertelde dat Johansson niet meer dan een beeldvulling is in de film.

#### 2010-heden: Marvel
Sinds 2010 vertolkt Johansson de rol van Natasha Romanoff / Black Widow in de fictieve filmwereld Marvel Cinematic Universe. Ze maakte haar debuut in de film Iron Man 2 in april 2010. Hierna volgden meerdere films, waaronder The Avengers (2012), Captain America: The Winter Soldier (2014), Avengers: Age of Ultron (2015), Captain America: Civil War (2016), Avengers: Infinity War (2018), Captain Marvel (2019), Avengers: Endgame (2019) en Black Widow (2021).

### Zangcarrière
In 2008 bracht Johansson een studioalbum uit genaamd Anywhere I Lay My Head met covers van Tom Waits. Het album werd geproduceerd door Dave Sitek. Ook David Bowie en Yeah Yeah Yeahs-gitarist Nick Zinner droegen bij aan het album. Het album kreeg gemengde kritieken. De eerste single van het album heet "Falling Down".
Een jaar later nam ze samen met singer-songwriter Pete Yorn het album Break Up op, geïnspireerd door de duetten van Serge Gainsbourg en Brigitte Bardot. "Relator" werd in mei 2009 de eerste single. Het album kwam mede tot stand door Johanssons manager Rick Yorn, Petes broer, en behaalde in Frankrijk een platina status.

### Privéleven
Johansson werd door verschillende bladen, waaronder Maxim, Esquire en Playboy, tot een van de mooiste vrouwen ter wereld gerekend.
Ze trouwde op 27 september 2008 met de Canadese acteur Ryan Reynolds. Het huwelijk werd in 2011 ontbonden. Van 2014-2016 was Johansson opnieuw getrouwd. Uit dat huwelijk kreeg ze een dochter. In 2020 begon haar derde huwelijk, met acteur Colin Jost.